# Bentley (automerk)

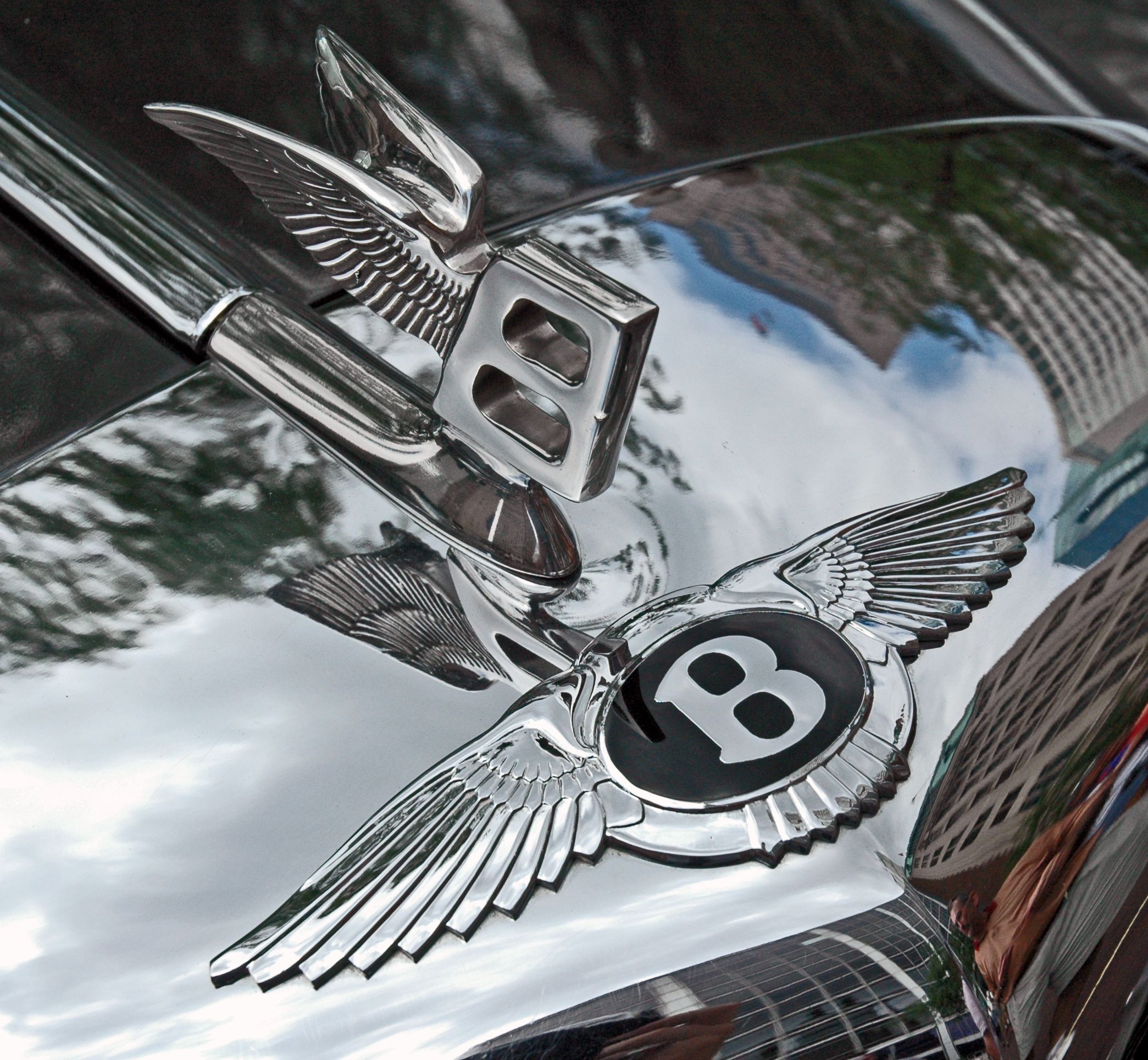
Het Bentley-ornament op een S2

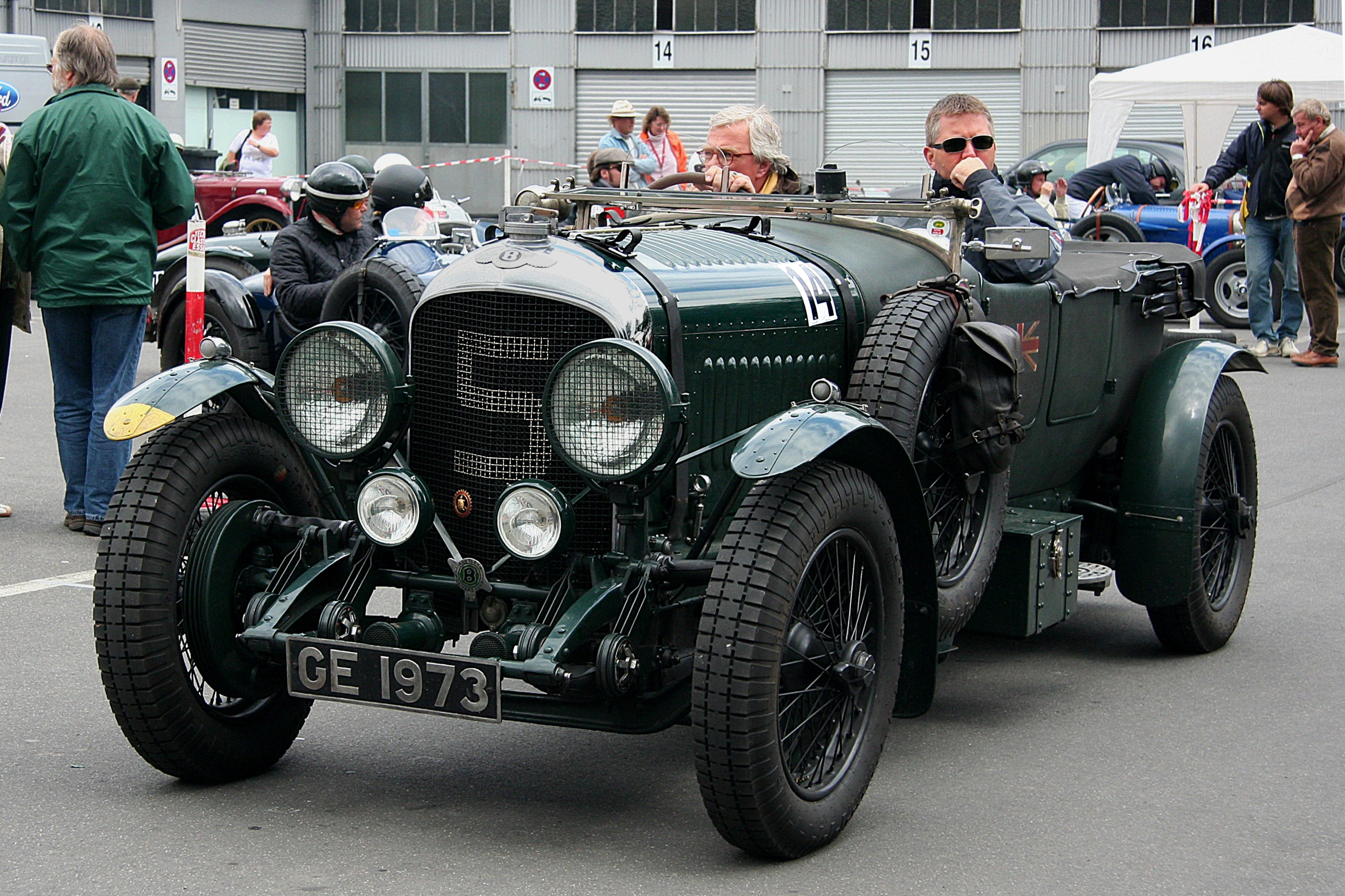
Bentley 4½-litre (1928)

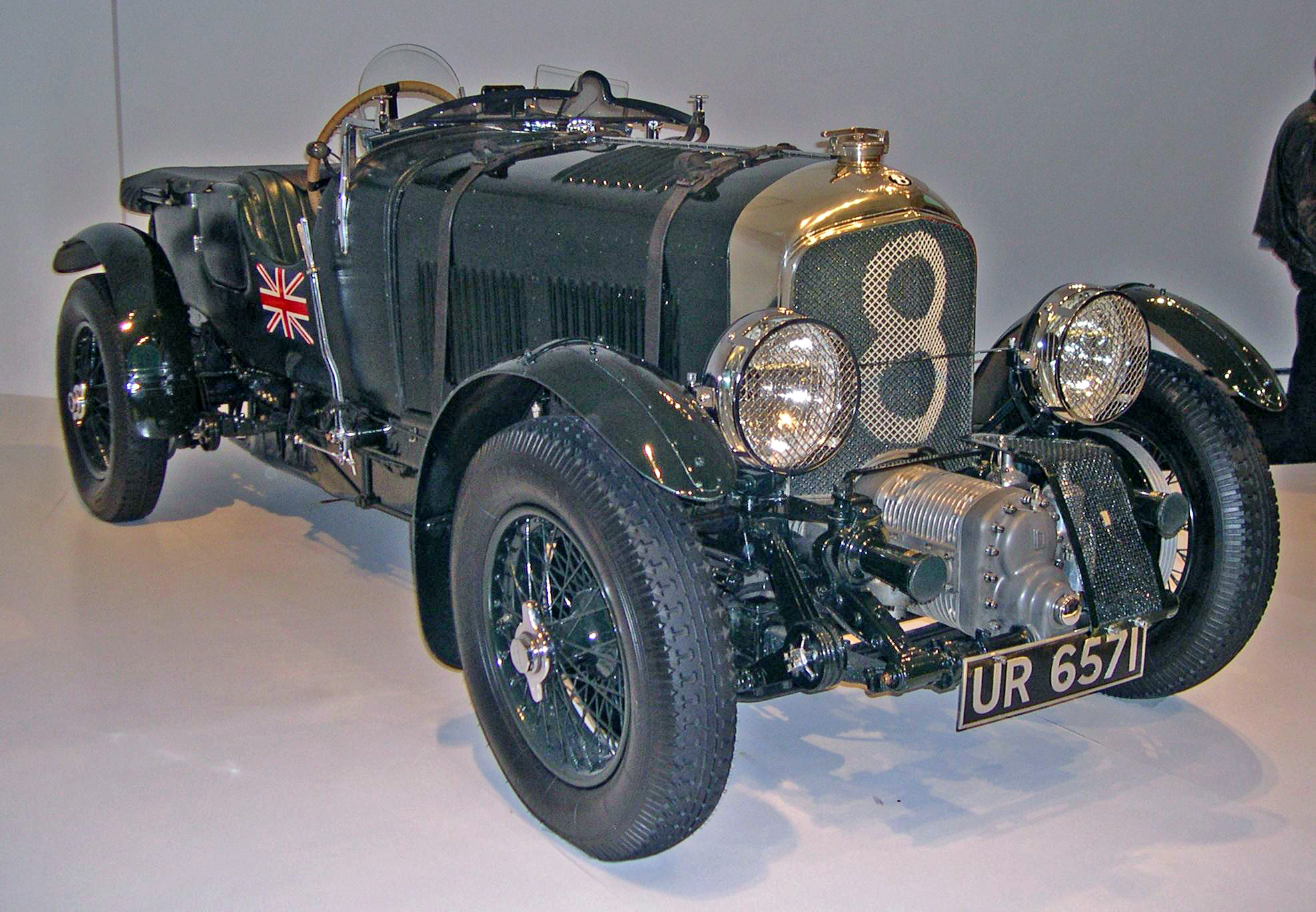
Bentley (1929)

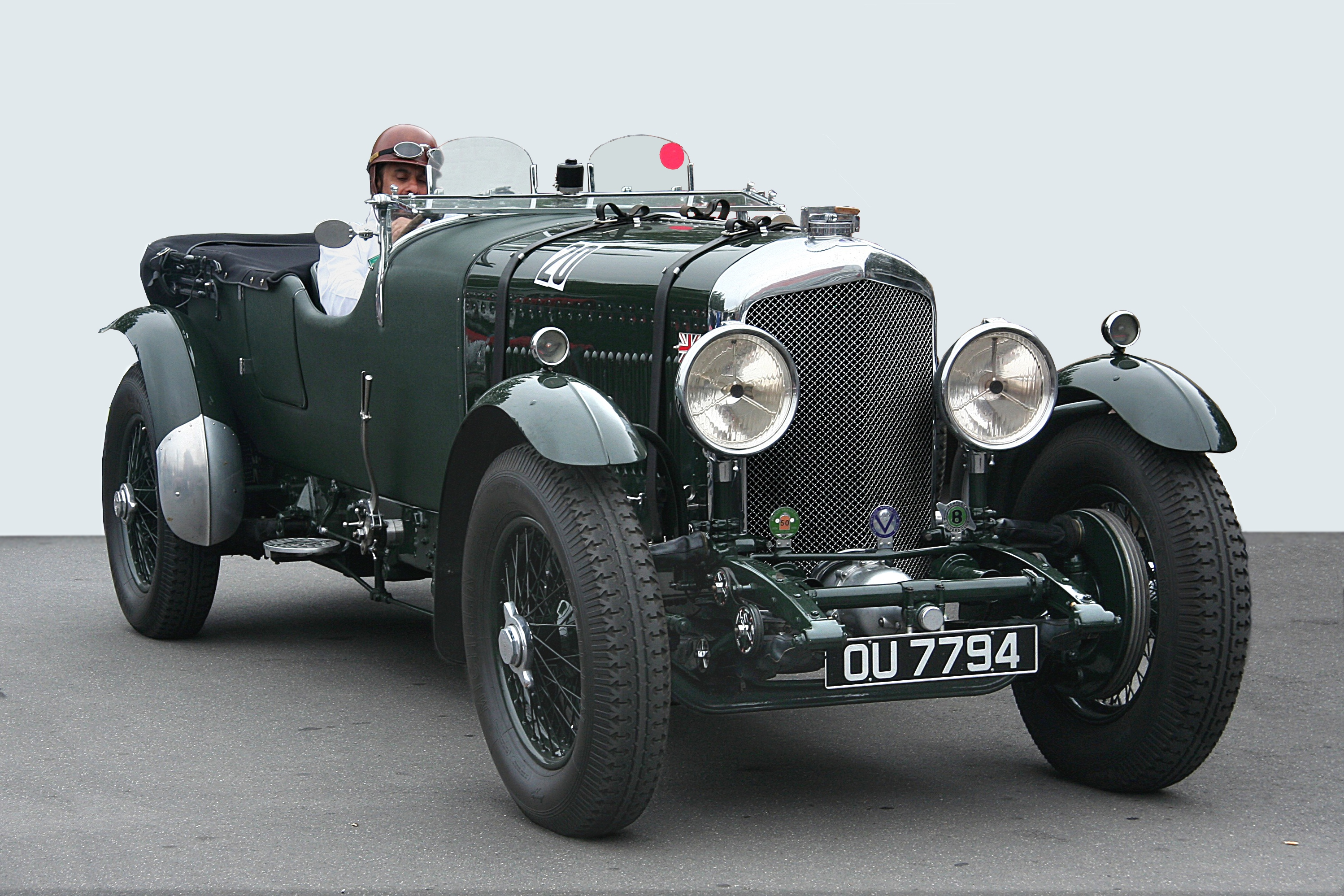
Bentley 8 litre Tourer (1931)

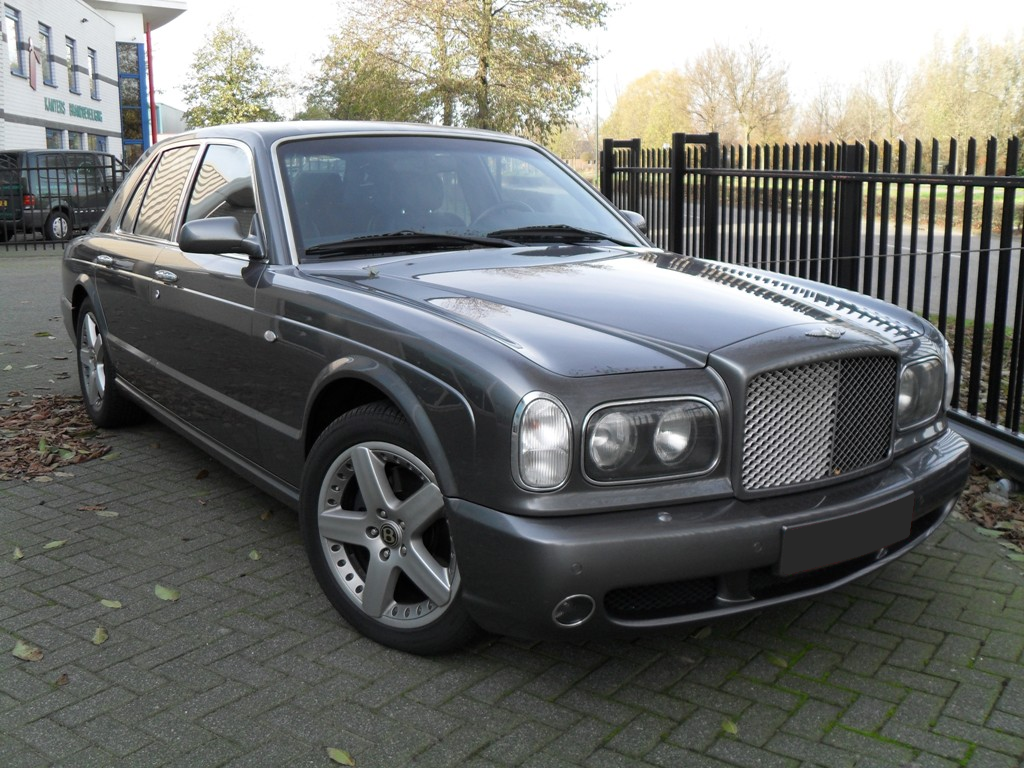
Bentley Arnage T.

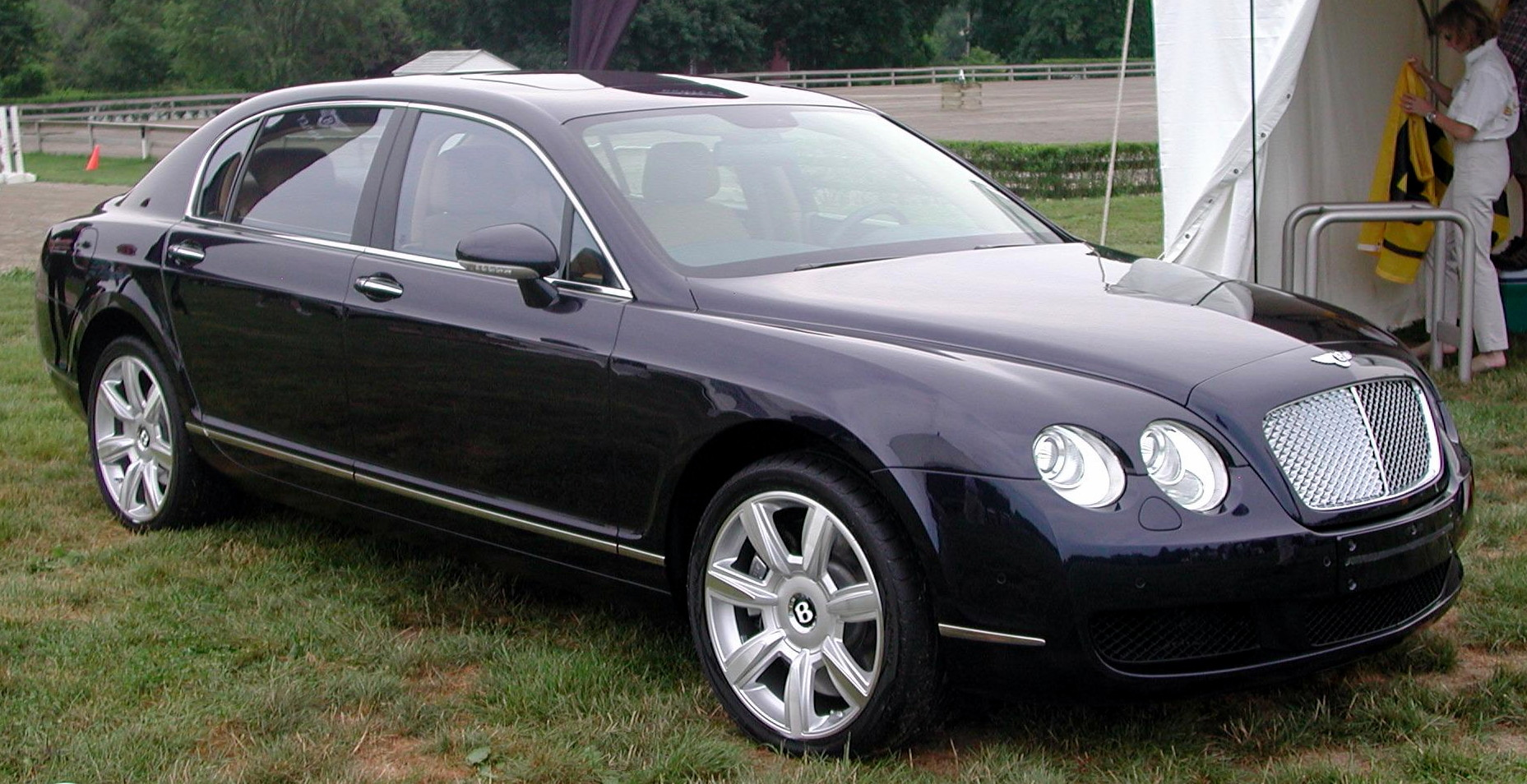
Bentley Continental Flying Spur

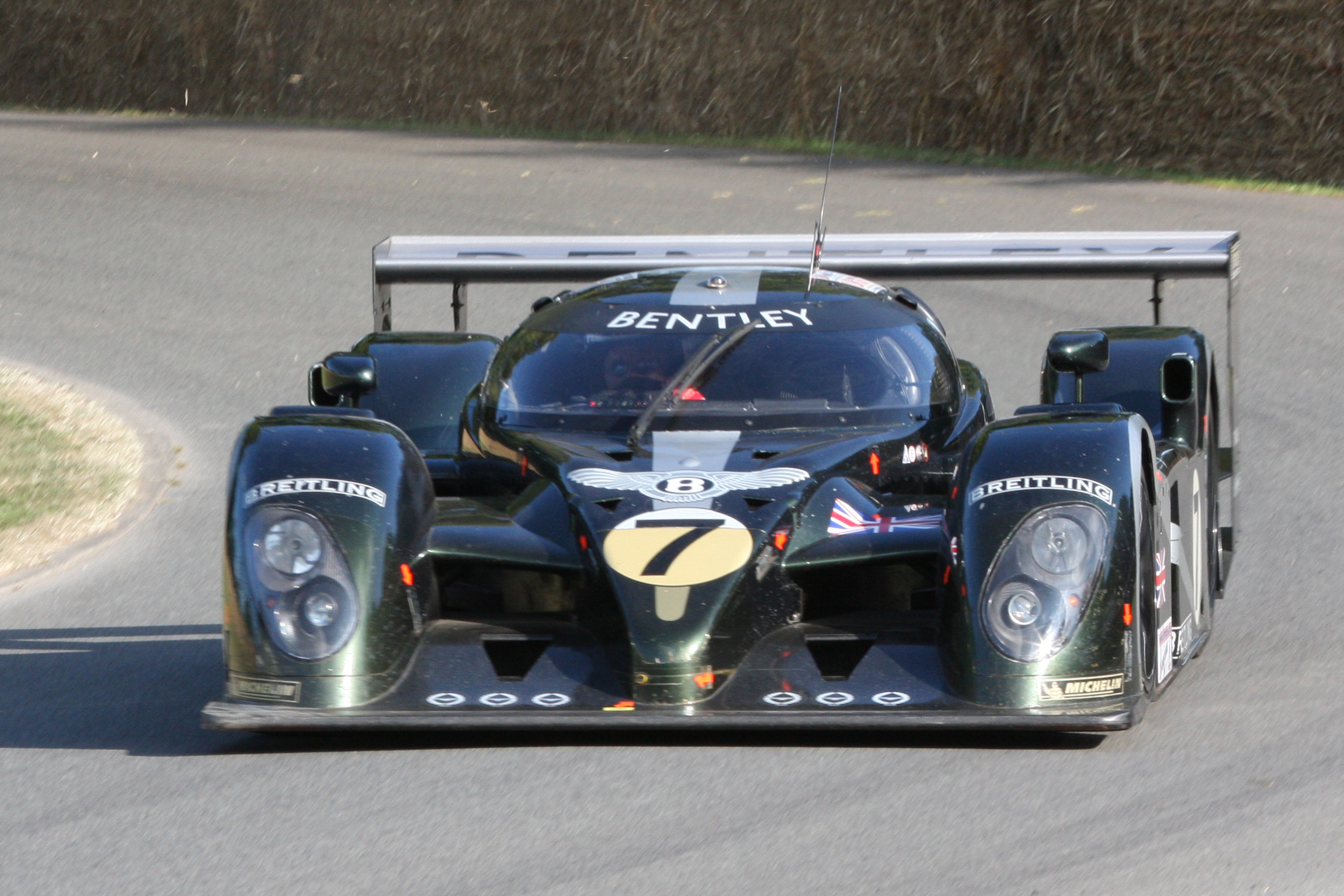
Bentley Speed 8

Bentley Motors Limited is een Britse fabrikant van luxueuze automobielen en sportwagens. Sinds 1998 maakt Bentley deel uit van de Volkswagen Group.

## Geschiedenis
Het bedrijf werd opgericht in Engeland op 18 januari 1919 door Walter Owen Bentley (1888-1971). Voor de oorlog verkochten hij en zijn broer, Horace Millner Bentley, auto’s van de Franse fabrikant Doriot, Flandrin & Parant (DFP) in Londen. Ze waren niet tevreden over de kwaliteit en besloten eigen auto’s te maken. In oktober 1919 werd de eerste auto getoond, maar de motor was nog niet gereed. Het duurde tot september 1921 voordat de eerste auto met een innovatieve benzinemotor waarbij iedere cilinder vier kleppen had, werd geïntroduceerd. Bentley werd bekend om zijn sportauto's die meededen aan de 24 uur van Le Mans en deze races ook vaak wonnen. Tussen 1927 en 1930 won een Bentley vier keer achter elkaar de eerste prijs.
Ondanks de sportieve prestaties bleef het bedrijf financieel er moeilijk voor staan. De economische crisis van de jaren 30 leidde tot een forse daling van de autoverkopen en in 1931 stond het bedrijf te koop omdat het de schulden niet kon afbetalen. Het Britse D. Napier & Son wilde Bentley kopen, maar British Central Equitable Trust deed een hoger bod van £ 125.000 en kreeg daarmee Bentley in handen. Later bleek dat Rolls-Royce Limited de echte koper was.
Na de overname werd de productie twee jaar gestaakt. Walter Owen Bentley vertrok in april 1935 toen zijn contract afliep. Tijdens de wedergeboorte van het merk werd besloten dat het een variant stille sportwagens binnen Rolls Royce moest worden. Alle auto’s tot 2004 leken veel op de Rolls-Royce modellen, ze gebruikten hetzelfde chassis en aangepaste motoren van Rolls-Royce.
Rond 1973 werd de autodivisie van Rolls-Royce Limited een aparte onderneming, Rolls-Royce Motors die in augustus 1980 werd gekocht door het industrieconcern Vickers. Vickers, een fabrikant van onder meer pantserwagens en motoren, betaalde £ 38 miljoen. Vickers investeerde meer in het merk en het hernieuwde sportieve imago van Bentley zorgde voor meer interesse en hogere verkopen.
In 1998 nam Vickers afscheid van het bedrijf. Er ontstond een biedingsoorlog tussen BMW en de Volkswagen Group. Volkswagen werd de nieuwe eigenaar en betaalde £ 430 miljoen (€ 629 miljoen).
Sinds 2012 worden de meeste Bentley's aan Volksrepubliek China verkocht.
De Bentley Continental GT is na de Ferrari 612 Scaglietti de snelste vierpersoonsauto ter wereld, hoewel het met zijn prijs van zo'n 270.000 euro het goedkoopste model is uit het Bentleygamma. De wagen werd ontworpen door de Belg Dirk van Braeckel.
In maart 2021 heeft Bentley zijn 200.000e auto gemaakt in de ruim honderdjarige historie. Sinds de oprichting in 1919 tot en met 2002 leverde Bentley zo'n 44.000 auto’s af en de rest is na 2002 gemaakt. In november 2020 verklaarde het bedrijf in 2030 volledig CO2-neutraal te zijn. Vanaf 2026 worden uitsluitend plug-inhybrides en volledig elektrische auto’s geproduceerd en vier jaar later alleen voertuigen met 100% elektrische aandrijving.
Vanaf 1 januari 2022 valt Bentley onder Audi. Audi behoort ook tot de Volkswagen Group en richt zich op het luxe segment.

## Modellen
- 1921-1929: 3 Litre
- 1926-1930: 4½ Litre & "Blower Bentley"
- 1926-1930: 6½ Litre
- 1928-1930: 6½ Litre Speed Six
- 1930-1931: 8 Litre
- 1931: 4 Litre
- 1933–1937: 3½ Litre
  - 1936–1939: 4¼ Litre
- 1939–1941: Mark V
  - 1939: Mark V
- 1946–1952: Mark VI
- 1952–1955: R Type
- 1955–1959: S1
- 1959–1962: S2
- 1962–1965: S3
- 1965–1980: T-series
  - 1965–1977: T1
  - 1977–1980: T2
- 1971–1984: Corniche
  - 1984–1995: Continental Convertible
    - 1992–1995: Continental Turbo
- 1975–1986: Camargue
- 1980–1987: Mulsanne
  - 1984–1988: Mulsanne L Limousine
  - 1982–1985: Mulsanne Turbo
  - 1987–1992: Mulsanne S
  - 1984–1992: Eight
  - 1985–1997: Turbo R
    - 1996: Turbo R Sport
    - 1997–1999: Turbo RT

  - 1991–2002: Continental R
    - 1999–2003: Continental R Mulliner
    - 1994–1995: Continental S

  - 1992–1998: Brooklands
    - 1996–1998: Brooklands R

  - 1995–2003: Azure
    - 1999–2002: Azure Mulliner

  - 1996–2002: Continental T
    - 1999: Continental T Mulliner

- 1998: Bentley Arnage
- 2002: Bentley State Limousine
- 2003: Bentley Continental GT
- 2005: Bentley Continental Flying Spur
- 2006: Bentley Azure
- 2006: Bentley Continental GTC
- 2008: Bentley Brooklands
- 2008: Bentley Continental GT Speed
- 2008: Bentley Continental Flying Spur Speed
- 2009: Bentley Continental GTC Speed
- 2010: Bentley Mulsanne (2010)
- 2011: 2e generatie Bentley Continental GT
- 2012: 2e generatie Bentley Continental GTC
- 2013: Bentley Flying Spur
- 2015: Bentley Bentayga de eerste SUV van Bentley, gelanceerd in september 2015.[4][5]
- 2018: 3e generatie Bentley Continental, Bentley bracht de Continental GT ook in 2018 uit
- 2019: 2e generatie Bentley Flying Spur

### Productie per model sinds 2000
| Jaar | Bentayga | CGT Coupé | CGT Cabrio | Flying Spur | Mulsanne | Arnage | Brook- lands | Azure | Conti- nental | Overig | Totaal |
| ---- | -------- | --------- | ---------- | ----------- | -------- | ------ | ------------ | ----- | ------------- | ------ | ------ |
| 2000 |          |           |            |             |          | 1243   |              | 131   | 93            | 471    | 1938   |
| 2001 |          |           |            |             |          | 1049   |              | 205   | 114           | 413    | 1781   |
| 2002 |          |           |            |             |          | 883    |              | 69    | 50            | 208    | 1210   |
| 2003 |          | 107       |            |             |          | 607    |              | 62    | 16            |        | 792    |
| 2004 |          | 6896      |            |             |          | 790    |              |       |               |        | 7686   |
| 2005 |          | 4733      |            | 4271        |          | 556    |              |       |               |        | 9560   |
| 2006 |          | 3611      | 1742       | 4042        |          | 464    |              | 177   |               |        | 10.036 |
| 2007 |          | 2140      | 4847       | 2270        |          | 357    | 8            | 350   |               |        | 9972   |
| 2008 |          | 2699      | 2408       | 1813        |          | 277    | 312          | 165   |               |        | 7674   |
| 2009 |          | 1211      | 722        | 1358        |          | 147    | 106          | 93    |               |        | 3637   |
| 2010 |          | 1735      | 843        | 1914        | 354      |        | 6            | 2     |               |        | 4854   |
| 2011 |          | 3416      | 677        | 2354        | 1146     |        |              |       |               |        | 7593   |
| 2012 |          | 3536      | 2638       | 1764        | 1169     |        |              |       |               |        | 9107   |
| 2013 |          | 3602      | 2197       | 3960        | 1117     |        |              |       |               |        | 10.876 |
| 2014 |          | 3442      | 2151       | 4556        | 884      |        |              |       |               |        | 11.033 |
| 2015 | 96       | 3997      | 2216       | 3660        | 919      |        |              |       |               |        | 10.888 |
| 2016 | 5586     | 2272      | 1600       | 1731        | 628      |        |              |       |               |        | 11.817 |
| 2017 | 4849     | 1345      | 1468       | 2295        | 595      |        |              |       |               |        | 10.552 |
| 2018 | 4072     | 2841      | 28         | 1627        | 547      |        |              |       |               |        | 9115   |
| 2019 | 5232     | 3903      | 2750       | 102         | 443      |        |              |       |               |        | 12.430 |
| 2020 | 3946     | 1995      | 1244       | 3381        | 127      |        |              |       |               |        | 10.693 |
| 2021 | 5838     | 3031      | 1972       | 3947        |          |        |              |       |               |        | 14.788 |
| 2022 | 7346     | 4793      | <---       | 4226        |          |        |              |       |               |        | 16.365 |
| 2023 | 5595     | 4168      | <---       | 3178        |          |        |              |       |               |        | 12.941 |

### Verkopen
| Jaar | Aantal |        |
| ---- | ------ | ------ |
| 2012 | 8.510  |        |
| 2013 | 10.120 | [ 8 ]  |
| 2014 | 11.020 | [ 9 ]  |
| 2015 | 10.100 | [ 10 ] |
| 2016 | 11.023 | [ 11 ] |
| 2017 | 11.089 | [ 12 ] |
| 2018 | 10.494 | [ 13 ] |
| 2019 | 11.006 | [ 14 ] |
| 2020 | 11.206 | [ 15 ] |
| 2021 | 14.659 | [ 16 ] |
| 2022 | 15.174 | [ 17 ] |
| 2023 | 13.560 | [ 18 ] |